# Haemodorum parviflorum
Haemodorum parviflorum är en enhjärtbladig växtart som beskrevs av George Bentham. Haemodorum parviflorum ingår i släktet Haemodorum och familjen Haemodoraceae. Inga underarter finns listade.